# John Noble Kennedy
Sir John Noble Kennedy (Portpatrick, 31 agosto 1893 – Dunbar, 15 giugno 1970) è stato un generale scozzese.

## Carriera
Era il figlio del reverendo James Kennedy. Si unì alla Royal Navy nel 1911 e poi si trasferì nella Royal Artillery all'inizio della prima guerra mondiale nel 1914, combattendo in Francia, nelle Fiandre e in Egitto.
È stato nominato vice direttore delle operazioni militari al Ministero della Guerra nel 1938. Durante la seconda guerra mondiale è stato comandante della 52nd Infantry Division, direttore delle operazioni militari presso il Ministero della Guerra nel 1940.
È stato Governatore della Rhodesia Meridionale (1947-1953).

## Matrimoni

### Primo Matrimonio
Sposò, il 21 settembre 1926, Isabella Rosamond Georgiana Joicey-Cecil (1901-1941), figlia del colonnello John Joicey-Cecil. Ebbero una figlia: 
- Susan Maria Marcia Kennedy (1934-21 febbraio 2003), sposò John St. Aubyn, IV barone St. Levan, non ebbero figli.

### Secondo Matrimonio
Sposò, nel 1941, Catherine Fordham (1905-1969), dama di compagnia di Elena Vittoria di Schleswig-Holstein. Non ebbero figli.